# المسرح الوطني الفرنسي

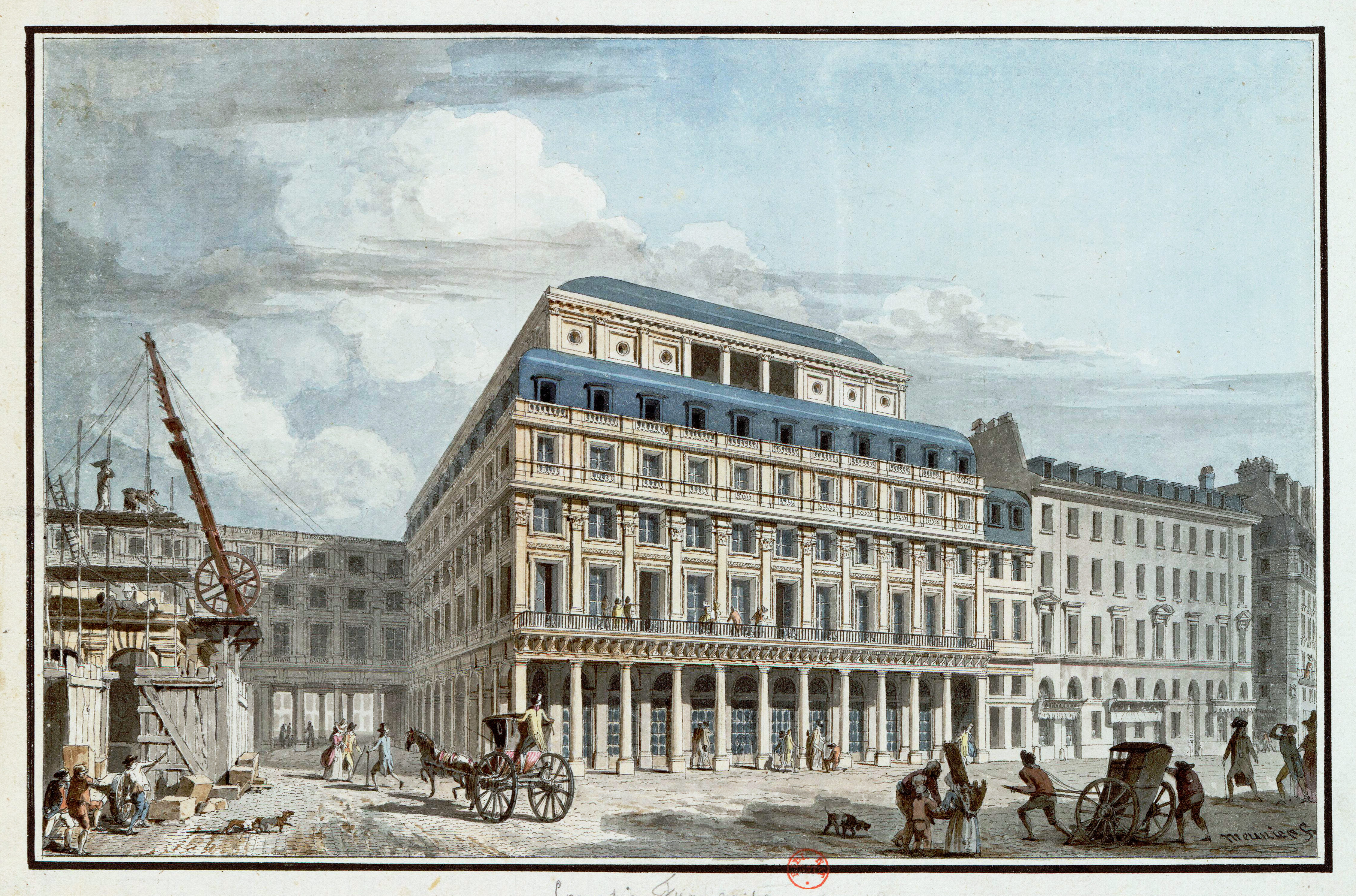
المسرح الوطني الفرنسي في أواخر القرن الثامن عشر

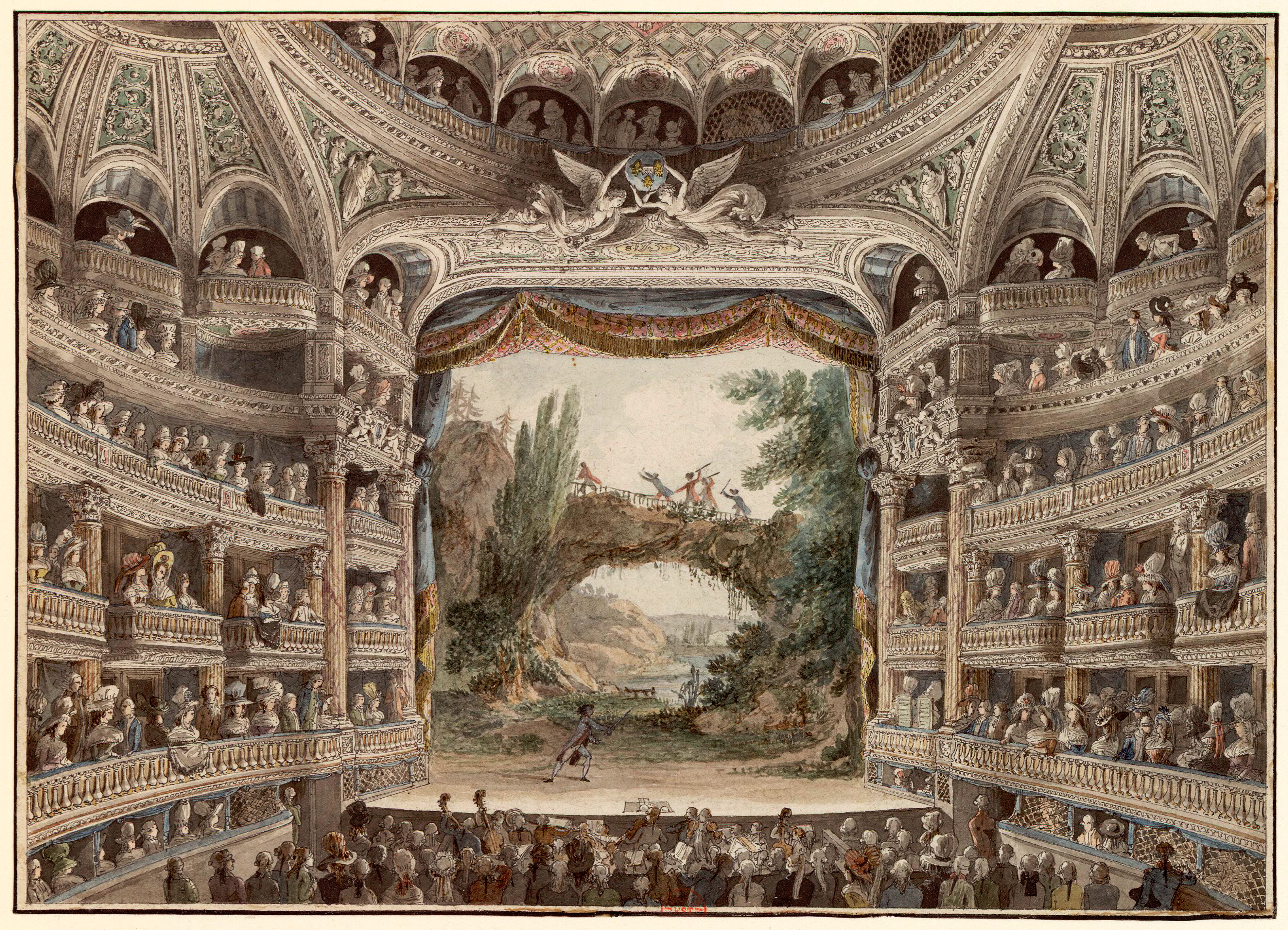
المسرح الوطني الفرنسي من الداخل في القرن الثامن عشر

المسرح الوطني الفرنسي هو واحد من المسارح القلائل في فرنسا هو مسرح الدولة الوحيد الذي لديه فرقة خاصة به من الجهات الممثلين تأسس المسرح عام 1680،ويقع المسرح في باريس.
كان اسمه الأصلي المسرح الفرنسي Theatre-Francais أو «بيت موليير» (نسبةً لفرقة موليير التي كانت إحدى الفرق الرئيسية في المسرح).
خلال القرن الثامن عشر انتقل مرّتين إلى مقر جديد وخلال الثورة الفرنسية تم تقسيمه لفئات مختلفة ثمّ تم إعادة تأسيسه في عام 1803م،وفق أسس وبراءات الحقوق والامتيازات.
عضوية المسرح تنقسم إلى درجتين وهُما:
- العضو المتقاعد :حيث يتم انتخاب الممثل بعد اجتيازه لنوع خاصّ من الاختبارات ليصبح عضواً على هذه الدرجة.
- العضو الشريك: هي الدرجة الأعلى ولا يشغلها العضو إلا في حال وفاة أو استقالة أو تقاعد عضو آخر.

في عام 1945م، تم منح الأعضاء جميعاً درجة العضو الشريك مع منحهم حرية البقاء في المسرح أو تركه.

## روابط خارجية
- المسرح الوطني الفرنسي على موقع الموسوعة البريطانية (الإنجليزية)
- المسرح الوطني الفرنسي على موقع ميوزك برينز (الإنجليزية)
- المسرح الوطني الفرنسي على موقع قاعدة بيانات برودواي على الإنترنت (الإنجليزية)

- موقع المسرح الوطني الفرنسي
- سجلات مشروع الأكاديمية الفرنسية يتضمن عروضا بين عامي 1680-1791.